# جواو باتيستا ليما غوميز
جواو باتيستا ليما غوميز (بالبرتغالية: João Batista Lima Gomes‏) (24 يونيو 1985 بموسورو في البرازيل - ) هو لاعب كرة قدم برازيلي في مركز الهجوم. لعب مع إستريلا دا أمادورا ونادي الهلال ونادي بونتي بريتا ونادي واكر إنسبروك ونادي تاي بو ونادي فريبورغنزيه الرياضي.

## وصلات خارجية
- جواو باتيستا ليما غوميز على موقع عالم كرة القدم.نت (الإنجليزية)